# Iustin Petruțiu
Iustin Petruțiu (n. 1878, Șepreuș - d. 1966, Arad a fost un deputat în Marea Adunare Națională de la Alba Iulia, organismul legislativ reprezentativ al „tuturor românilor din Transilvania, Banat și Țara Ungurească”, cel care a adoptat hotărârea privind Unirea Transilvaniei cu România, la 1 decembrie 1918.

## Biografie
Iustin Petruțiu a studiat dreptul la Facultatea de Drept din Cluj, fiind avocat la Chișineu-Criș, după 1918 prim jurist consult la Prefectura județului Arad, avocat până la pensionare la Baroul din Arad, și din 1939, notar public la Chișineu-Criș.

## Activitatea politică
Din 1906 a fost membru al Partidului Național Român. După 1918 a fost prim jurist consult la Prefectura județului Arad. Ca deputat în Marea Adunare Națională din 1 decembrie 1918, Iustin Petruțiu a reprezentat ca titular al Cercului electoral Bătania, județul Cenad.